# Victor-Constantin Delaigue
Pour les articles homonymes, voir Delaigue.
Victor-Constantin Delaigue, né à Gaujac (Gard) le 30 septembre 1878 et mort à Meynes en 1968, est un sculpteur français.

## Biographie
Victor-Constantin Delaigue obtient en 1907 une mention honorable au Salon des artistes français dont il est sociétaire et remporte en 1908 le prix du palais Longchamp. 
On lui doit aussi des monuments aux morts.

## Œuvres
- Dante Alighiéri, plâtre, Rodez, musée Denys-Puech